# Communauté de communes du Pays de Conches
La communauté de communes du Pays de Conches est une communauté de communes française qui regroupe 25 communes autour de Conches-en-Ouche, dans le sud-ouest du département de l'Eure, la région du Pays d'Ouche et la vallée de l'Iton.

## Territoire communautaire

### Géographie physique
Située dans le centre du département de l'Eure, la communauté de communes du Pays de Conches regroupe 25 communes et s'étend sur 259,9 km2.

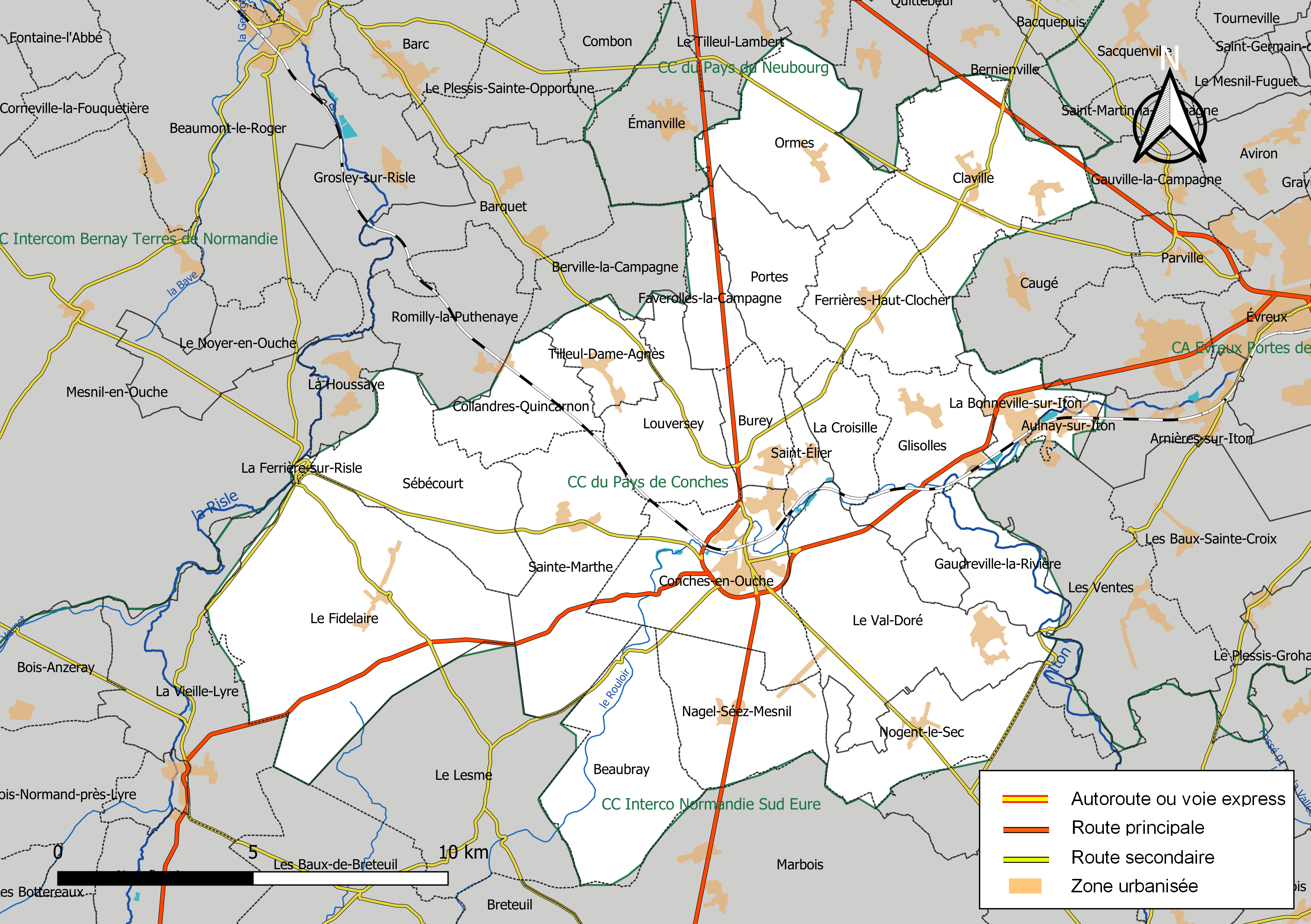
Carte de la communauté de communes du Pays de Conches au 1er janvier 2019.

### Composition

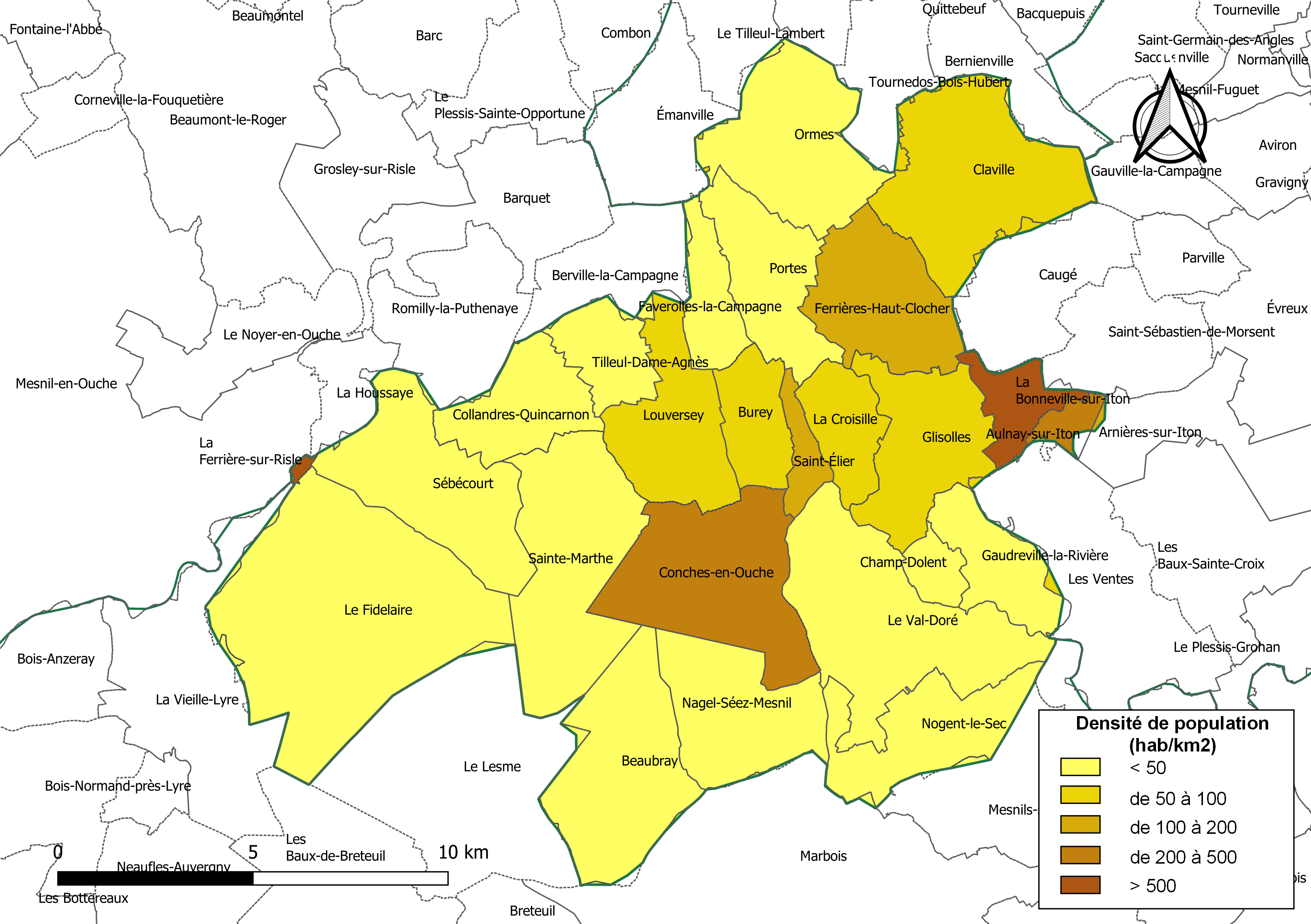
Carte des densités de population (millésimée 2016) des communes de la communauté de communes du Pays de Conches. Composition en communes au 1er janvier 2019.

La communauté de communes est composée des 25 communes suivantes :

| Nom                      | Code Insee | Gentilé         | Superficie (km2) | Population (dernière pop. légale) | Densité (hab./km2) |
| ------------------------ | ---------- | --------------- | ---------------- | --------------------------------- | ------------------ |
| Conches-en-Ouche (siège) | 27165      | Conchois        | 16,72            | 4 860 (2022)                      | 291                |
| Aulnay-sur-Iton          | 27023      | Aulnaysiens     | 1,53             | 707 (2022)                        | 462                |
| Beaubray                 | 27047      | Beaubraysiens   | 15,43            | 338 (2022)                        | 22                 |
| La Bonneville-sur-Iton   | 27082      | Bonnevillois    | 4                | 2 045 (2022)                      | 511                |
| Burey                    | 27120      | Bureyois        | 5,4              | 402 (2022)                        | 74                 |
| Champ-Dolent             | 27141      | Champ-Dolentais | 2,28             | 63 (2022)                         | 28                 |
| Claville                 | 27161      | Clavillais      | 17,66            | 1 068 (2022)                      | 60                 |
| Collandres-Quincarnon    | 27162      | Collandrais     | 7,98             | 254 (2022)                        | 32                 |
| La Croisille             | 27189      | Croisillais     | 5,4              | 409 (2022)                        | 76                 |
| Faverolles-la-Campagne   | 27235      | Faverollais     | 4,71             | 154 (2022)                        | 33                 |
| La Ferrière-sur-Risle    | 27240      | Ferrislois      | 0,24             | 201 (2022)                        | 838                |
| Ferrières-Haut-Clocher   | 27238      | Ferriérois      | 11,38            | 1 119 (2022)                      | 98                 |
| Le Fidelaire             | 27242      | Fidelairiens    | 33,55            | 1 016 (2022)                      | 30                 |
| Gaudreville-la-Rivière   | 27281      | Gaudrevillais   | 6,73             | 228 (2022)                        | 34                 |
| Glisolles                | 27287      | Glisollois      | 10,92            | 851 (2022)                        | 78                 |
| Louversey                | 27374      | Louverseyens    | 10,73            | 506 (2022)                        | 47                 |
| Nagel-Séez-Mesnil        | 27424      | Nagelois        | 11,72            | 334 (2022)                        | 28                 |
| Nogent-le-Sec            | 27436      | Nogentais       | 10,11            | 429 (2022)                        | 42                 |
| Ormes                    | 27446      | Ormais          | 14,1             | 460 (2022)                        | 33                 |
| Portes                   | 27472      | Portésiens      | 9,44             | 260 (2022)                        | 28                 |
| Saint-Élier              | 27535      | Éliérois        | 2,32             | 404 (2022)                        | 174                |
| Sainte-Marthe            | 27568      | Saint-Marthois  | 17,5             | 491 (2022)                        | 28                 |
| Sébécourt                | 27618      |                 | 14,8             | 462 (2022)                        | 31                 |
| Tilleul-Dame-Agnès       | 27640      | Tillolais       | 5,12             | 197 (2022)                        | 38                 |
| Le Val-Doré              | 27447      |                 | 20,17            | 883 (2022)                        | 44                 |

### Démographie
| 1968   | 1975   | 1982   | 1990   | 1999   | 2010   | 2015   | 2021   |
| ------ | ------ | ------ | ------ | ------ | ------ | ------ | ------ |
| 10 237 | 11 045 | 12 525 | 14 850 | 16 045 | 18 533 | 18 785 | 18 262 |

## Administration

### Siège
Le siège de la communauté de communes est à Conches-en-Ouche, à la mairie.

### Tendances politiques
| Commune                | Maire                | Étiquette | Étiquette    |
| ---------------------- | -------------------- | --------- | ------------ |
| Aulnay-sur-Iton        | Danielle Jeanne      |           | MoDem        |
| Beaubray               | Denis Cavelier       |           | SE           |
| Burey                  | Serge Bourlier       |           | SE           |
| Champ-Dolent           | Philippe Lefort      |           | LR           |
| Claville               | Gérard Thébaud       |           | PS           |
| Collandres-Quincarnon  | Bruno Frichot        |           | DVD          |
| Conches-en-Ouche       | Jérôme Pasco         |           | SE (ex-LREM) |
| Faverolles-la-Campagne | Christophe Duflot    |           | SE           |
| Ferrières-Haut-Clocher | Jean-Daniel Guitton  |           | SE           |
| Gaudreville-la-Rivière | Ghislain Homo        |           | SE           |
| Glisolles              | Bruno Levêque        |           | SE           |
| La Bonneville-sur-Iton | Olivier Rioult       |           | PS           |
| La Croisille           | Hubert Lamy          |           | UDI          |
| La Ferrière-sur-Risle  | Marc Garreaud        |           | SE           |
| Le Fidelaire           | Jean-Claude Dufossey |           | SE           |
| Le Val-Doré            | Jeannick Lapeyronnie |           | SE           |
| Louversey              | Christophe Capelle   |           | SE           |
| Nagel-Séez-Mesnil      | Thierry Lothon       |           | DVD          |
| Nogent-le-Sec          | Didier Bagot         |           | SE           |
| Ormes                  | Jacques Fauvel       |           | SE           |
| Portes                 | Marcel Sapowicz      |           | DVD          |
| Saint-Élier            | Jacques Hapdey       |           | SE           |
| Sainte-Marthe          | Max Rongrais         |           | SE           |
| Sébécourt              | Dany Bouvet          |           | DVD          |
| Tilleul-Dame-Agnès     | Stéphane Guerin      |           | SE           |

### Conseil communautaire
Les 44 conseillers titulaires sont ainsi répartis selon le droit commun comme suit : 
| Nombre de délégués | Communes                                       |
| ------------------ | ---------------------------------------------- |
| 12                 | Conches-en-Ouche                               |
| 5                  | La Bonneville-sur-Iton                         |
| 2                  | Claville, Ferrières-Haut-Clocher, Le Fidelaire |
| 1                  | Les autres communes                            |

### Élus
La communauté de communes est administrée par son conseil communautaire constitué en 2020 de 44 conseillers communautaires, qui sont des conseillers municipaux représentant chacune des communes membres.
À la suite des élections municipales de 2020 dans l'Eure, le conseil communautaire du 10 juillet 2020 a élu son président, Jérôme Pasco, maire de Conches-en-Ouche, ainsi que ses 9 vice-présidents. À cette date, la liste des vice-présidents est la suivante :
|     | Attributions                                          | Identité             | Qualité                                  |
| --- | ----------------------------------------------------- | -------------------- | ---------------------------------------- |
| 1er | Eau, assainissement et aménagement du territoire      | Marcel Sapowicz      | Maire de Portes                          |
| 2e  | Petite enfance et jeunesse                            | Danielle Jeanne      | Maire d'Aulnay-sur-Iton                  |
| 3e  | Administration générale, travaux et ordures ménagères | Gérard Thébaud       | Maire de Claville                        |
| 4e  | Action sociale et troisième âge                       | Laurence Cléret      | Maire-adjointe de La Bonneville-sur-Iton |
| 5e  | Voirie et numérique                                   | Max Rongrais         | Maire de Sainte-Marthe                   |
| 6e  | Associations, sport et tourisme                       | Dany Bouvet          | Maire de Sébécourt                       |
| 7e  | Environnement et développement durable                | Jean-Claude Dufossey | Maire du Fidelaire                       |
| 8e  | Mobilité et équipements                               | Olivier Rioult       | Maire de La Bonneville-sur-Iton          |
| 9e  | Finances                                              | Hubert Lamy          | Maire de La Croisille                    |

Les maires de Beaubray, Faverolles-la-Campagne, Louversey, Ormes et Saint-Élier sont les autres membres du bureau.
Ensemble, ils forment le bureau communautaire pour la période 2020-2026.

### Liste des présidents
| Période      | Période      | Identité        | Étiquette    | Qualité |
| ------------ | ------------ | --------------- | ------------ | --- |
| janvier 1993 | juillet 2020 | Alfred Recours, | PS puis LREM | Enseignant puis inspecteur de l'éducation nationale Maire de Conches-en-Ouche (1984 → 2020) Député de l'Eure (2e circ) (1988 → 1993 puis 1997 → 2002) Conseiller général de Conches-en-Ouche (1992 → 2001 puis 2012 → 2015) Vice-président du conseil général de l'Eure (2012 → 2015) Officier de l’Ordre national du Mérite |
| juillet 2020 | En cours     | Jérôme Pasco    | SE (ex-LREM) | Fonctionnaire territorial Maire de Conches-en-Ouche (2020 → ) Député suppléant de Fabien Gouttefarde (2017 → 2022) |

### Compétences
L'intercommunalité exerce les compétences qui lui ont été transférées par les communes membres, dans les conditions définies par le code général des collectivités territoriales. Ces compétences ont évolué à plusieurs reprises. 
Comme toutes les communautés de communes, elle exerce désormais de plein droit les compétences suivantes :
- aménagement de l'espace pour la conduite d'actions d'intérêt communautaire ;
- actions de développement économique ;
- gestion des milieux aquatiques et prévention des inondations (GEMAPI) ;
- création, aménagement, entretien et gestion des aires d'accueil des gens du voyage et des terrains familiaux locatifs ;
- collecte et traitement des déchets des ménages ;
- assainissement des eaux usées ;
- eau.

Elle exerce également des compétences optionnelles dont :
- action sociale ;
- protection et mise en valeur de l'environnement.